# 烏里斯達宮

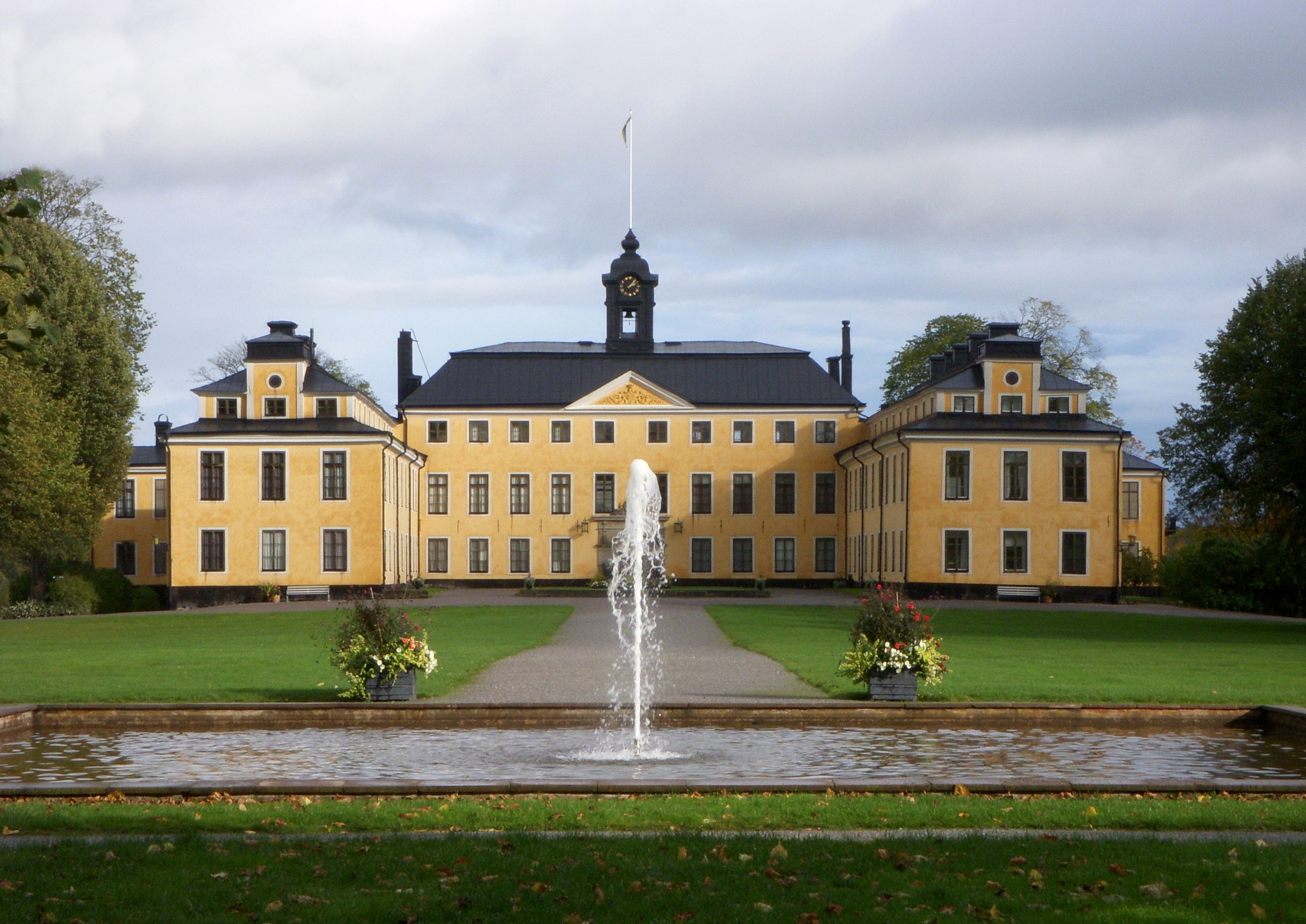
Ulriksdal Palace was one of the first Swedish buildings with mansard roofing.

烏里斯達宮（瑞典語：Ulriksdals slott）是位於瑞典斯德哥爾摩以北6公里處皇家國家城市公園的一座建築，最初的建築設計者是Hans Jacob Kristler，始建於1643年至1645年期間。現在的建築外觀設計者是Nicodemus Tessin the Elder。

## 外部連結
- RoyalCourt.se

59°23′26″N 18°00′59″E / 59.39056°N 18.01639°E